# ACDSee
ACDSee és un programari shareware de visualització d'imatge per a Microsoft Windows, desenvolupat per la societat ACD Systems. L'última versió, sortida l'any 2014, porta el número 18
Una versió Pro de ACDSee existeix La versió actualment en disponible és la 8 El seu principal interès respecte a la versió normal és la possibilitat de tractar les imatges RAW.
A part de la visualització típica de directoris i miniatures, el programa també permet mostrar imatges de diapositives de les imatges i crear salvapantalles amb les imatges preferides. Altres característiques inclouen la conversió de formats d'imatge, la creació de galeries d'imatges CD / DVD i HTML, sincronització de directoris i indexació i indexació de metadades d'imatge. El programa també ofereix un conjunt limitat de funcions d'edició d'imatges, com ara la rotació i el canvi de mida, la correcció d'errors, el zoom, el text, els filtres i els efectes especials. ACDSee té versions en múltiples idiomes, entre ells: anglès, francès, alemany i neerlandès.

## Controvèrsia
ACDSee s'enfronta a crítiques severes per part dels usuaris, ja que Des de la versió 7 del programar conté un paràgraf en el contracte de llicència que prohibeix la visualització de fotografies pornogràfiques, equiparant aquestes imatges amb les de contingut racista o odiós, fet que ha creat una gran controvèrsia.
Extret del contracte d'utilització de la versió 2009 :
Utilitzeu aquest programari de conformitat amb totes les lleis aplicables i no amb cap finalitat il·lícita". Sense limitar el que s'ha dit, l'ús, visualització o distribució d'aquest programari, juntament amb material pornogràfic, racista, vulgar, obscè, difamatori, difamatori, injuriat, que promou l'odi, discriminant o mostrant prejudicis basats en la religió, l'herència ètnica, la raça, l'orientació sexual o l'edat, està totalment prohibit. " No podeu utilitzar aquest programari contra les lleis aplicables i no podeu utilitzar-lo per a cap propòsit il·lícit. No podeu utilitzar aquest programari per mostrar material, encara que sigui de manera limitada, pornogràfic, racista, vulgar, obscè, difamatori, calumniós, abusiu ", conceptes danyosos, discriminatoris o amb prejudicis basats en la religió, la herència ètnica, la raça, l'orientació sexual o l'edat".)
Des de maig de 2006, ACDSee ja no suporta caràcters Unicode, cosa que fa impossible, per exemple, veure fitxers amb noms accentuats o amb caràcters no llatins com el xinès, el japonès o el coreà.

## Programes competidors
- FastStone Image Viewer
- IrfanView
- Picasa
- PicaView
- ThumbsPlus
- Ulead Photo Explorer
- Adobe Photoshop Album
- Microsoft Photo Story
- Paint Shop Photo Album